# Musée des Beaux-Arts d'Argovie
Le musée des Beaux-Arts d'Argovie, appelé en allemand Aargauer Kunsthaus, est un musée d'art situé dans la ville d'Aarau, en Suisse. 

## Histoire
La Société argovienne des beaux-arts a été fondée en 1860 dans la ville d'Aarau dans le but principal de réunir une collection d'œuvres d'art suisses et de les exposer dans un musée. C'est chose faite avec l'ouverture du musée des Beaux-Arts en 1959 qui va présenter une collection montrant l'évolution de l'art suisse de la fin du XVIIIe siècle jusqu'à nos jours avec un accent particulier mis sur Caspar Wolf et Johann Heinrich Füssli (pour le XIXe siècle), ainsi que Ferdinand Hodler, Cuno Amiet et Giovanni Giacometti pour le XXe siècle.
De 1974 à 1984, le musée a été dirigé par Heiny Widmer qui a profité de l'entrée en œuvre de la nouvelle loi sur la culture, bien moins contraignante pour les musées qui devaient jusqu'alors réserver une part très importante à l'art régional, pour rechercher et rassembler les travaux d'artistes moins connus de l'époque tels que Louis Soutter, Emma Kunz ou Karl Ballmer (en). Son successeur, Beat Wismer, restera en fonction de 1985 à 2007 ; c'est sous sa direction que le musée s'enrichira en 2003 d'une nouvelle aile construite par les architectes bâlois Herzog & de Meuron, lui permettant de s'étendre sur plus de 3 000 m2 de surface.
Le bâtiment est inscrit comme bien culturel suisse d'importance nationale.